# Milton Sills
Milton Sills est un acteur américain du cinéma muet, né le 12 janvier 1882 et mort le 15 septembre 1930.

## Biographie
Milton Stills est né à Chicago dans une famille riche et hautement considérée. Il était le fils d'un éminent concessionnaire minier et d'une héritière de banque prospère appartenant à sa famille. Après avoir achevé ses études, on lui offrit une année scolaire à l'Université de Chicago où il étudia la psychologie et la philosophie. Après avoir obtenu son diplôme, on lui offrit un poste de chercheur à l'université et en quelques années il devint professeur de cet établissement.
En 1905, l'acteur de théâtre Donald Robertson vint l'école pour donner une conférence sur l'auteur et dramaturge Henrik Ibsen et dit à Milton Sills qu'il devrait s'essayer en tant qu'acteur. Sur un coup de tête, il accepta et quitta sa carrière prestigieuse d'enseignant pour commencer un travail d'acteur. Sills rejoint la compagnie du Stock Theater de Robertson et débuta les tournées à travers le pays.
En 1908, alors que Milton Sills jouait à New York, il récolta des éloges parmi la critique notamment des producteurs du théâtre de Broadway comme David Belasco et Charles Frohman. Cette même année, il fit ses débuts à Broadway dans This Woman and This Man, qui obtint un succès immédiat du public et des critiques à la fois. De 1908 à 1914, Sills apparu dans une douzaine de spectacles à Broadway, devenant une idole du public et atteignant une énorme renommée.
En 1910, Sills épousa l'actrice de théâtre Gladys Edith Wynne avec qui il eut une fille, Dorothy Sills, mais de qui il divorça en 1925. En 1926, il se remaria avec une actrice du cinéma muet, Doris Kenyon, et eut un fils, Kenyon Clarence Sills en 1927.
En 1914, Milton Sills décide de conquérir le nouveau medium d'images en mouvement, le cinéma. Il fit ses débuts dans le cinéma cette année-là dans le film à gros budget The Pit produit par Worl Company studios et signa un contrat avec le producteur William A. Brady. Le film eut un énorme succès et Sills tourna trois film de plus pour la même compagnie, parmi lesquels le très gros succès The Deep Purple jouant avec la star du cinéma muet Clara Kimball Young. À la fin des années 1910, Sills atteignit le statut de leader dans la World Film Company relativement petite, qui devint alors le lanceur de carrière de l'acteur, ce qui était plutôt inhabituel à l'époque.
Au début des années 1920, Sills jouissait d'une carrière d'acteur à grand succès et travaillait pour des grands studios tels que MGM, Paramount Pictures et Pathé. Sills partageait souvent l'affiche avec les femmes les plus populaires de l'époque, comme Geraldine Farrar, Gloria Swanson et Viola Dana. Son plus grand succès lui vint du film aujourd'hui perdu Flaming Youth de 1923, avec Colleen Moore et son énorme succès du box-office The Sea Hawk sorti en 1924.
Le 11 mai 1927, Sills eut l'honneur de faire partie des 36 personnes de l'industrie du cinéma qui fondèrent l'Academy of Motion Picture Arts and Sciences (AMPAS), une organisation professionnelle réservée à l'avancement des arts et des sciences du cinéma. les fondateurs comptèrent parmi eux : Mary Pickford, Richard Barthelmess, Jack Holt, Conrad Nagel, Douglas Fairbanks et Harold Lloyd.
La dernière activité de Sills ne fut pas le rôle qu'il interpréta dans The Sea Wolf de 1930 mais un livre publié à titre posthume en 1932, coédité par Ernest Holmes, Values: a Philosophy of Human Needs composé de six dialogues sur la réalité à l'immortalité. Milton Sills était un mélange hors du commun d'acteur et d'académicien.

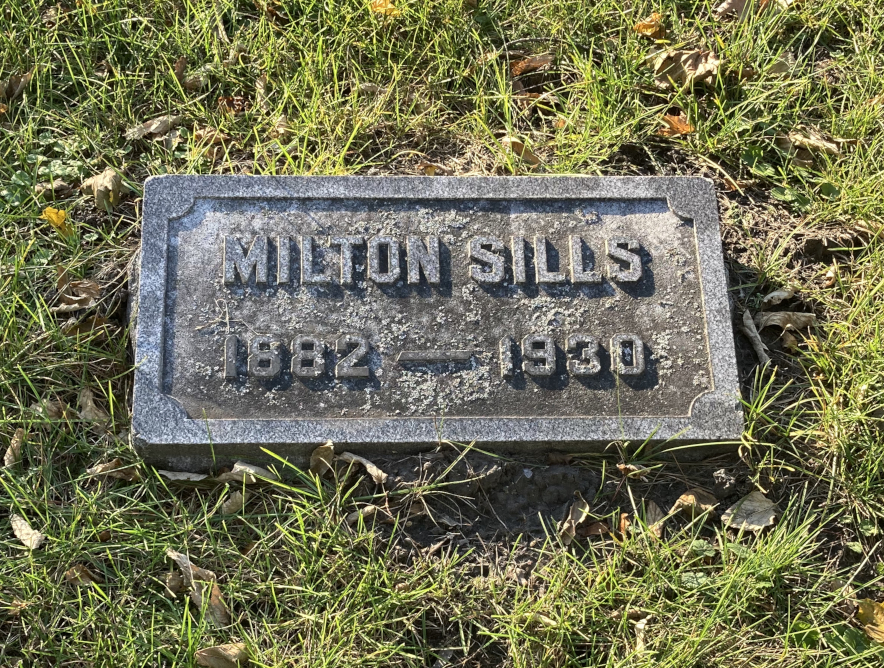
Tombe de Milton Sills au Cimetière de Rosehill à Chicago.

Milton Sills tourna deux films parlants révélant sa très belle voix. Il mourut de manière inattendue d'un arrêt cardiaque en 1930, à l'âge de 48 ans, alors qu'il jouait au tennis avec sa femme dans sa résidence de Santa Barbara. Il est enterré au cimetière de Rosehill à Chicago.

## Distinction
Pour sa grande contribution à l'industrie du cinéma, Milton Sills fut récompensé d'une étoile sur Walk of Fame au 6263 hollywood Blvd. à Hollywood en Californie.

## Filmographie

### Scénariste
- 1926 : Men of steel de George Archainbaud

### Acteur
- 1914 : Le Spéculateur (The Pit) de Maurice Tourneur : Corthell
- 1915 : The Deep Purple de James Young : William Lake
- 1915 : Arrival of Perpetua d'Émile Chautard  : Thaddeus Curzon
- 1915 : The Taming of Mary de Lucius Henderson
- 1915 : Under Southern Skies de Lucius Henderson : Burleigh Mavor
- 1915 : The Woman Who Lied de Lucius Henderson : Jack Stanley
- 1915 : The Rack d'Émile Chautard  : Tom Gordon
- 1915 : Patria de Jacques Jaccard, Leopold Wharton et Theodore Wharton : Capitaine Donald Parr
- 1917 : The Honor System de Raoul Walsh : Joseph Stanton
- 1917 : Souls Adrift d'Harley Knoles : Micah Steele
- 1917 : Married in Name Only d'Edmund Lawrence : Robert Worthing
- 1917 : Les Tares sociales (The Fringe of Society)  de Robert Ellis : Martin Drake
- 1917 : Diamonds and Pearls de George Archainbaud : RobertVan Ellstrom
- 1918 : The Bonds That Tie
- 1918 : The Other Woman d'Albert Parker : Mr. Harrington
- 1918 : The Struggle Everlasting de James Kirkwood : Mind, aka Bruce
- 1918 : The Reason Why de Robert G. Vignola : Lord Tancred
- 1918 : The Mysterious Client de Fred E. Wright : Harry Nelson
- 1918 : The Yellow Ticket de William Parke : Julian Rolfe
- 1918 : The Claw de Robert G. Vignola : Major Anthony Kinsella
- 1918 : The Savage Woman d'Edmund Mortimer : Jean Lerier
- 1918 : The Hell Cat de Reginald Barker : Sheriff Jack Webb
- 1919 : Shadows de Reginald Barker : Judson Barnes
- 1919 : Satan Junior de Herbert Blaché et John H. Collins : Paul Worden
- 1919 : The Stronger Vow de Reginald Barker : Juan Estudillo
- 1919 : The Hushed Hour d'Edmund Mortimer : Luke Appleton
- 1919 : L'Orgueil de la faute (The Woman Thou Gavest Me) de Hugh Ford : Conrad
- 1919 : The Fear Woman de J.A. Barry : Robert Craig
- 1919 : Eyes of Youth d'Albert Parker : Louis Anthony
- 1919 : What Every Woman Learns de Fred Niblo : Walter Melrose
- 1920 : The Street Called Straight de Wallace Worsley : Peter Devenant
- 1920 : The Inferior Sex de Joseph Henabery : Knox Randall
- 1920 : Dangerous to Men (en) de William C. Dowlan : Sandy Verrall
- 1920 : The Week-End de George L. Cox : Arthur Tavenor
- 1920 : Behold My Wife de George Melford : Frank Armour
- 1920 : Sweet Lavender de Paul Powell : Horace Weather Burn
- 1920 : The Furnace de William Desmond Taylor : Keene Mordaunt
- 1921 : The Faith Healer de George Melford : Michaelis
- 1921 : The Little Fool de Phil Rosen : Dick
- 1921 : Une mère (Salvage) de Henry King : Fred Martin
- 1921 : L'Heure suprême (The Great Moment) de Sam Wood : Bayard Delaval
- 1921 : At the End of the World de Penrhyn Stanlaws
- 1921 : Lulu Cendrillon (Miss Lulu Bett) de William C. de Mille : Neil Cornish
- 1922 : One Clear Call de John M. Stahl : Dr Alan Hamilton
- 1922 : The Woman Who Walked Alone de George Melford : Clement Gaunt
- 1922 : Borderland de Paul Powell : James Wayne
- 1922 : Sur les sables brûlants (Burning Sands) de George Melford : Daniel Lane
- 1922 : L'Homme aux deux visages (Skin Deep) de Lambert Hillyer : Bud Doyle
- 1922 : The Forgotten Law de James W. Horne : Richard Jarnette
- 1922 : Environment d'Irving Cummings : Steve MacLaren
- 1922 : The Marriage Chance de Hampton Del Ruth : William Bradley
- 1923 : The Last Hour d'Edward Sloman : Steve Cline
- 1923 : What a Wife Learned de John Griffith Wray : Rudolph Martin
- 1923 : L'Île des navires perdus (The Isle of Lost Ships) de Maurice Tourneur : Frank Howard
- 1923 : Flaming Youth de John Francis Dillon
- 1923 : Legally Dead de William Parke : Will Campbell/George Brown
- 1923 : La Brebis égarée (The Spoilers), de Lambert Hillyer Roy Glennister
- 1923 : La Rançon d'un trône (Adam's Rib) de Cecil B. DeMille : Michael Ramsay
- 1923 : Why Women Remarry de John Gorman : Dan Hannon
- 1923 : Flaming Youth de John Francis Dillon : Cary Scott
- 1924 : A Lady of Quality d'Hobart Henley : Gerald Mertoun/ Duc d'Osmonde
- 1924 : The Heart Bandit (en) d'Oscar Apfel : John Rand
- 1924 : Le Fleuve de feu (Flowing Gold) de Joseph De Grasse : Calvin Gray
- 1924 : L'Aigle des mers (The Sea Hawk) de Frank Lloyd : Sir Oliver Tressilian
- 1924 : Les Solitaires (Single Wives) de George Archainbaud : Perry Jordan
- 1924 : Madonna of the Streets d'Edwin Carewe : Révérend John Morton
- 1925 : As Man Desires d'Irving Cummings : Maire John Craig
- 1925 : I Want My Man de Lambert Hillyer : Gulian Eyre
- 1925 : The Making of O'Malley de Lambert Hillyer avec Dorothy Mackaill : O'Malley
- 1925 : The Knockout de Lambert Hillyer : Sandy Donlin
- 1925 : The Unguarded Hour de Lambert Hillyer : Andrea
- 1926 : Puppets de George Archainbaud : Nicki
- 1926 : Men of Steel de George Archainbaud : Jan Bokak
- 1926 : Paradise de Irvin Willat : Tony
- 1926 : The Silent Lover de George Archainbaud : Conte Pierre Tornal
- 1927 : The Sea Tiger de John Francis Dillon : Justin Ramos
- 1927 : Framed de Charles Brabin : Étienne Hilaire
- 1927 : Hard-Boiled Haggerty de Charles Brabin : Hard-Boiled Haggerty
- 1927 : La Vallée des géants (The Valley of the Giants) de Charles Brabin : Bryce Cardigan
- 1928 : Burning Daylight de Charles Brabin : Burning Daylight
- 1928 : The Hawk's Nest de Benjamin Christensen : The Hawk/John Finchley
- 1928 : The Crash d'Edward F. Cline : Jim Flannagan
- 1928 : Forains (The Barker) de George Fitzmaurice : Nifty Miller
- 1929 : His Captive Woman de George Fitzmaurice : Officier Thomas McCarthy
- 1929 : Love and the Devil d'Alexander Korda : Lord Dryan
- 1930 : Man Trouble de Berthold Viertel : Mac
- 1930 : Le Loup des mers (The Sea Wolf) d'Alfred Santell : 'le loup' Larsen